# ليا غاسكين فيتشو
ليا غاسكين فيتشو (ولدت في 27 يونيو عام 1940 وتوفيت في 18 يونيو عام 2019)، عُرفت أيضًا باسم ليا غاسكين وايت وليا غاسكين كولز، كانت مسؤولة مدينة أمريكية، وأستاذة للدراسات الدينية ومديرة كلية جامعية. كانت رئيسة معهد باين للاهوت بين عامي 2003 و2015.

## حياتها المبكرة
ولدت ليا دوريثا غاسكين فيتشو في ويست بالم بيتش، فلوريدا، ونشأت في فيلادلفيا، ابنة لجوزف جيمس ماتشيت وروسي لي جونز. حصلت على درجة البكالوريوس من جامعة روتجرز، ودرجة ماجستير من جامعة ميشيغان، ودرجة الماجستير في اللاهوت من معهد برينستون للاهوت، ودكتوراه في التربية والتعليم من كلية الدراسات العليا في جامعة هارفارد عام 1974.

## مسيرتها المهنية
عُينت فيتشو وزيرة رسامة مكررة لدى الكنيسة الأسقفية الميثودية الأفريقية. بين عامي 1968 و1970، كانت مديرة التعليم في رابطة فيلادلفيا الحضرية. كانت رئيسة لجنة فيلادلفيا للعلاقات البشرية في الفترة بين عامي 1984 و1992؛ حققت المدينة لاحقًا في شأنها وأقامت دعوى قضائية بحقها بتهمة إساءة استخدام الأموال المتصلة بذلك المنصب.
كانت فيتشوي أستاذة في الدراسات الدينية في جامعة هامبتون. كانت أول امرأة سوداء في كلية اللاهوت المعمدانية الشرقية، وأول امرأة تعتلي ذلك المنصب. كانت نائبة الرئيس والعميد الأكاديمي في المركز اللاهوتي بين الطوائف في أتلانتا، ورئيسة مجموعة غاسكين – فيتشوي، وهي شركة استشارية.
شغلت فيتشوي رئيسة معهد باين للاهوت في أوهايو منذ تأسيسه في عام 2004 وحتى تقاعدها في عام 2015. كانت أول مديرة امرأة للمدرسة، وأول أمريكية أفريقية تشغل منصب رئيسة مدرسة لاهوت معتمدة، وأول امرأة تتولى منصب رئيسة أي مدرسة لاهوتية سوداء تاريخيًا في الولايات المتحدة. خلال فترة رئاستها، بدأت مدرسة باين في تقديم شهادات عبر الإنترنت، وبدأت العمل على منح شهادات دكتوراه في الوزارة. قالت في إحدى منشورات جامعة هارفارد عام 2012: «لا توجد هناك فرصة أكثر عظمة من تطوير النظام عندما تبدأ الهياكل القديمة بالتداعي».
أسهمت في فصل لمجموعة المقالات «تحدي ما بعد العنصرية: الكنائس المتضاربة في الولايات المتحدة وجنوب أفريقيا». في سنتها الأخيرة، قامت بتدريس دورة تعليمية مبتكرة عن اللاهوت والجريمة والسياسة العامة من خلال برنامج التبادل داخل السجون، مع طلاب من معهد فرجينيا للاهوت سجن مدينة الإسكندرية بولاية فرجينيا.
في عام 2015، كرست الدكتورة ليا غاسكين فيتشو بايكواي جهودها في زينيا، أوهايو.

## حياتها الشخصية
تزوجت ليا غاسكين من أنتوني فيتشو عام 1974؛ وانفصلا عام 1978. تزوجت من الدكتور تشارلز كولز عام 1991. توفيت عام 2019 عم عمر ناهز 78 عامًا. يقع قبرها في فريزر، بنسلفانيا. لديها ابنة تدعى إيبوني جوي فيتشو.